# Піщанський Валентин Григорович
Валенти́н Григо́рович Піщанський (20 вересня 1931 року) — радянський, український фізик-теоретик, доктор фізико — математичних наук, професор, Лауреат Державної премії України у галузі науки і техніки. Відомий завдяки науковим працям з електронної теорії металів і низьковимірних систем.

## Біографія
В. Г. Піщанський народився 20 вересня 1931 року у Харцизькому районі Донецької області. З 1948 по 1950 роки навчався на фізико-технічному факультеті Московського державного університету ім. М. В. Ломоносова. В 1950 році поступив до фізико-математичного факультету Харківського державного університету ім. О. М. Горького. У 1955—1958 роках навчався в аспірантурі цього ж університету під керівництвом І. М. Ліфшиця.
Кандидатську дисертацію захистив у 1959 р. Тема дисертації — «Некоторые вопросы теории гальваномагнитных явлений в металлах». Науковий ступінь доктора фізико-математичних наук здобув у 1970 році. Тема докторської дисертації — «Кинетические свойства проводников ограниченных размеров в магнитном поле». Вчене звання професора було присуджено у 1975 році. Після закінчення аспірантури у 1958 році, працював асистентом та доцентом кафедри статистичної фізики та термодинаміки Харківського державного університету. У 1962 р. перейшов на роботу у Фізико-технічний інститут низьких температур АН України (зараз Фізико-технічний інститут низьких температур імені Б. І. Вєркіна НАН України) на посаду старшого наукового співробітника. Обіймав посади завідувача відділу (1970—1986 рр.). До 2015 року — головний науковий співробітник ФТІНТ. У 1976—1991 роках — член Наукової ради з фізики низьких температур АН СРСР. Член редколегії журналу «Фізика низьких температур». У 1992—1995 роках був заступником головного редактора. Автор та співавтор понад 170 наукових статей та 4 монографій. Має індекс Гірша h=19. З 20 підготовлених ним кандидатів наук четверо стали докторами наук. З 1966 р. — викладач кафедри (за сумісництвом) статистичної фізики та термодинаміки (з 1979  — кафедра теоретичної фізики імені академіка І. М. Ліфшиця). З 1971 по 2015 — професор, а з квітня 2015 р. — професор-консультант кафедри. В. Г. Піщанський викладав різні курси теоретичної фізики, зокрема загальний курс «Фізична кінетика» та спецкурс «Теорія металів». Запрошувався з лекціями на міжнародні школи та в закордоні університети.

## Наукові результати
- Теорія гальваномагнітних явищ у  металах з відкритою поверхнею Фермі (спільно з І. М. Ліфшицем)
- Теорія гальваномагнітних, високочастотних і магнітоакустичних ефектів у металах при довільному законі дисперсії носіїв заряду (спільно з М. Я. Азбелем, І. А. Привороцьким).
- Теорія статичного скін — ефекту — витиснення струмових ліній до поверхні тонкої пластини, поміщеної в сильне магнітне поле (спільно з М. Я. Азбелем)
- Теорія гальваномагнітних і термоелектричних ефектів у квантуючому магнітному полі для багатолистової поверхні Фермі (спільно з О. В. Кириченко).
- Теорія кінетичних явищ у провідниках малих розмірів при довільному характері взаємодії носіїв заряду з поверхнею провідника (спільно з О. В. Кириченко).
- Теорія квантових магніторозмірних ефектів у тонких пластинах і дротах (спільно із С. С. Недорезовим).
- Теорія акустоелектронних явищ у металах у широкій області магнітних полів як у масивних, так і в тонких провідниках (спільно з В. М. Гохфельдом і О. В. Кириченко).
- Теорія кінетичних явищ у квантуючому магнітному полі в шаруватих провідниках при довільному виді квазідвовимірного або квазіодновимірного енергетичного спектра носіїв заряду (спільно з О. В. Кириченко, Ю. О. Колесніченко, Д. І. Степаненко).[4]

## Вибрані наукові публікації
1. Гальваномагнитные характеристики металлов с открытой поверхностью Ферми / Лифшиц И.M., Песчанский В. Г. // ЖЭТФ. — 1958.— Т. 35, № 5.—С. 1251—1264; 1960.—Т. 38, № 1.—С. 168—173.
2. Contribution to the Theory of Magnetoacoustic Resonance in Metals / E.A. Kaner, V.G. Peschansky, I.A. Privorotsky // Zh.Eksp.Teor.Fiz. (JETP) V.40, 214—226 (1961).
3. Cyclotron Resonance in an Inclined Magnetic Field / M.Ja. Azbel', V.G. Peschansky// Pis'ma v Zh.Eksp.Teor.Fiz.(JETP Lett.) V.5, issue 12, 26-29 (1967); Zh.Eksp.Teor.Fiz. V.54, 477—490 (1968)
4. Cyclotron Resonance in thin Films / V.G. Peschansky // Pis'ma v Zh.Eksp.Teor.Fiz.(JETP Lett.) V.7, issue 12, 469—492 (1968).
5. On nonlinear Effects in thin Conductors" / V.G. Peschansky, K. Oyamada, V.V. Polevich // Zh.Eksp.Teor.Fiz., V.67, 1989—2000 (1974).
6. Static Skin Effect in Metals with open Fermi Surface  O.V. Kirichenko, V.G. Peschansky, S.N. Savel'eva, Zh.Eksp.Teor.Fiz., V.77, 2045—2060 (1979).
7. Quantum Magnetosize Effects in Metals / S.S. Nedorezov, V.G. Peschansky// Pis'ma v Zh.Eksp.Teor.Fiz.(JETP Lett.) V.31, issue 10, 577—581 (1980); Physica 108B, 903—904 (1981); Zh.Eksp.Teor.Fiz.(JETP), V.80, 368—379 (1981).
8. Electromagnetic Field Spakes in thin Metal Slabs M.A. Lur'e, V.G. Peschansky, K. Yiasemides// J. Low Temp. Phys. V.56, No ¾, 277—313 (1984).
9. On Galvanomagnetic Size Effects in Metals / V.G. Peschansky // J. Stat. Phys. V.38, No ½, 253—266 (1985).
10. Static Skin Effect at high Current Density // K. Oyamada, V.G. Peschansky, D.I. Stepanenko// Physica B, V.165/166, 277—278 (1990); Phys. Stat. Solidi (Berlin), 165B, 211—217 (1991).
11. Kinetic Size Effects in Metals in a Magnetic Field / V.G. Peschansky, Sov.Sci.Rev. A Physica (Harwood Acad. Publ. UK) V.16, 1-112 (1992).
12. Nonlocal Acoustoelectronic Effects in Metals and Layered Conductors / V.M. Gokhfel'd, V.G. Peschansky// Sov.Sci.Rev. A Physica (Harwood Acad. Publ. UK) 17, 1-125 (1993).
13. Magnetoacoustic Resonance in Layered Conductors / O.V. Kirichenko, V.G. Peschansky// J.de Phys. (France) 1,4, 823—825 (1994).
14. Acoustoelectronic Transparency of Organic Conductors / O.V. Kirichenko, V.G. Peschansky, // Pis'ma v Zh.Eksp.Teor.Fiz.(JETP Lett.) V.64, issue 12, 845—848 (1996).
15. Kinetic Phenomena in Layered Conductors placed in a Magnetic Field / V.G. Peschansky// Physics Reports V.288, issue 1-6, pp. 305—324 (1997).
16. Electron Phenomena in Layered Conductors / O.V. Kirichenko, Yu.A. Kolesnichenko, V.G. Peschansky // Physics Reviews  (Harwood Acad. Publ. UK) V.18, Part 4, 1-99 (1998).
17. Galvanovagnetic phenomena in Layered Organic  Conductors, / M.V. Kartsovnik and V.G. Peschansky, // J.Low Temp. Phys.,V.117, p.1717-1721 (1999); Phys. Rev.B V. 60, No 15, p.11207-11208 (1999); Low Temp.Phys., v.31, No 3-4, pp.185-202 (2005).
18. Nonlinear Electromagnetic Waves in Fermi-Liquid Systems with Strong Magnetism of Conduction Electrons/ V.G. Peschansky, D.I. Stepanenko // The Physics of Metals and Metallography, vol.92, Suppl. Issue 1, 119—122 (2001).

## Нагороди
Лауреат Державної премії України у галузі науки і техніки (2008). Соросівський професор (1994). Відзнака НАН України «За підготовку наукової зміни»(2010).